# Ільчук Василь Васильович
Васи́ль Васи́льович Ільчу́к — старший сержант Збройних Сил України, учасник російсько-української війни, що загинув у ході російського вторгнення в Україну в 2022 році.

## Життєпис
Василь Ільчук народився 31 грудня 1987 року в селищі Оратів (з 2020 року — Оратівської селищної територіальної громади) Вінницького району Вінницької області. З початком повномасштабного російського вторгнення в Україну перебував на передовій у складі військової частини А 1688 у м. Миколаїв 10-ї морської авіаційної бригади. Загинув 7 травня 2022 року, виконуючи надскладне завдання в районі острова Зміїний. 11 травня 2022 року громада зустрічала загиблого з квітами уздовж вулиць Героїв Майдану та Коцюбинського. Чин прощання відбувся 12 травня на площі Героїв Майдану. Похований Василь Ільчук у рідному селищі.

## Родина
У загиблого залишилися мама Тетяна Андріївна, дружина та донька.

## Нагороди
- Орден «За мужність» III ступеня (2022, посмертно) — за особисту мужність і самовіддані дії, виявлені у захисті державного суверенітету та територіальної цілісності України, вірність військовій присязі[4].